# Carlos Cubillos
Carlos Cubillos Díaz (Santiago, Chile, 26 de diciembre de 1929-Santiago, Chile, 22 de septiembre de 2003) fue un futbolista chileno. Jugó en la posición de mediocampista / volante, en los equipos de Colo Colo, Santiago Wanderers, Unión Española, Santiago Morning, Coquimbo Unido y San Luis. Formó parte de la selección nacional de Chile.

## Trayectoria
Sus inicios futbolísticos fueron en el club San Isidro del barrio Matadero. El año 1941 llegó a las series infantiles de Colo-Colo, club en el cual debutaría profesionalmente el año 1948.
Tras permanecer dos años en el club albo, firma por Santiago Wanderers, club en el cual jugó 5 años, hasta 1953. Los siguientes tres años, en Unión Española, fueron los mejores de su carrera deportiva que incluyen también su mejor campaña en la selección.
Volvería a la actividad profesional en 1961 en Santiago Morning, jugando en forma consecutiva en San Luis de Quillota y Coquimbo Unido, terminando el año 1965 en San Antonio Unido. 

### Selección nacional
Fue internacional con la Selección de fútbol de Chile, comenzando en el Sudamericano de la Juventud en 1949. 
Participó numerosas veces de la Selección Nacional de Fútbol. En 1956 fue premiado como El Mejor Futbolista del año, por la Revista Estadio y es considerado como uno de los futbolistas que formaron parte de la mejor Selección Nacional de Fútbol de todos los tiempos.
Se le recuerda por haber participado del primer triunfo de la Selección chilena sobre Brasil (4 a 1),  el 24 de enero de 1956 en el estadio Centenario, con ocasión del VI Campeonato Sudamericano Extraordinario.
El 3 de mayo de 1957, fue excluido a perpetuidad de la Selección Nacional de fútbol producto de lo que se conoció en la época como el "Escándalo En Lima". En esa oportunidad, la Selección Nacional de Chile era la favorita para ganar el Campeonato Sudamericano en Lima, Perú. Pero luego de algunas indisciplinas de los jugadores y de desencuentros con los dirigentes, se dio un confuso incidente que terminó con la sanción de todo el plantel y la expulsión permanente de tres destacados seleccionados: Carlos Cubillos, Ramiro Cortez y Misael Escuti.
En medio del confuso incidente, se culpó a Carlos Cubillos de la desaparición de un dinero para pagos. El futbolista, quien era conocido entre sus compañeros como "bromista", le quiso hacer un juego al tesorero al momento de los pagos, lo que fue malinterpretado por los dirigentes. A pesar del apoyo de sus compañeros, quienes siempre supieron de la broma, Carlos Cubillos nunca pudo volver a la selección a pesar de ser considerado uno de los mejores deportistas de su generación.
En su estadística registra 15 partidos jugados, que incluyen su participación de los Torneos Sudamericanos (Copa América actual) de 1956 y 1957, además la Copa Pacífico en 1954 y Copa O’Higgins en 1955.

## Estadísticas

### Clubes
| Club               | País  | Año       |
| ------------------ | ----- | --------- |
| Colo-Colo          | Chile | 1948-1949 |
| Santiago Wanderers | Chile | 1950-1953 |
| Unión Española     | Chile | 1954-1956 |
| Unión Española     | Chile | 1958      |
| Santiago Morning   | Chile | 1961      |
| San Luis           | Chile | 1962      |
| Coquimbo Unido     | Chile | 1963-1964 |
| San Antonio Unido  | Chile | 1965      |

### Distinciones individuales
| Distinción                                      | Año  |
| ----------------------------------------------- | ---- |
| Mejor futbolista del año por la Revista Estadio | 1956 |